# Pterolophia adachii
Pterolophia adachii är en skalbaggsart som först beskrevs av Hayashi 1983.  Pterolophia adachii ingår i släktet Pterolophia och familjen långhorningar. Inga underarter finns listade i Catalogue of Life.